# E. L. T. Mesens
Edouard Léon Théodore Mesens (27. listopadu 1903 Brusel – 13. května 1971 Brusel) byl belgický obchodník s uměním, galerista, spisovatel a básník, malíř a hudebník spojovaný zejména se surrealistickým hnutím.
Začínal jako hudebník pod vlivem E. Satie, později se věnuje vydavatelským činnostem spolu s René Magrittem, spolu s kterým se sblížil s bruselským surrealistickým kruhem (okolo Paula Nougé). Mesensův přínos surrealistům byl v pořádání výstav, v roce 1934 uspořádal surrealistickou výstavu v Bruselu, o dva roky později pořádal v Londýně International Surrealist Exhibition. V Londýně v letech 1938–1952 sídlil trvale, vedl zde London Gallery a byl žil ve středu avantgardního umění. Již v Londýně, zejména v poválečných letech se věnoval tvorbě koláží.